# انقلاب نپال ۱۹۹۰
جنبش مردمی 1990 (نپالی: जनआन्दोलन) یک جنبش چند حزبی در نپال بود که پایان پادشاهی مطلقه و آغاز سلطنت مشروطه را به همراه داشت. همچنین نظام پنچایات را از بین برد.
این جنبش با اتحاد بین احزاب مختلف سیاسی مشخص شد. احزاب مختلف کمونیست نه تنها در جبهه چپ متحد هم گروه‌شدن، بلکه با احزاب مانند کنگره نپالی نیز همکاری کردند. یکی از نتایج این وحدت تشکیل حزب کمونیست نپال (مارکسیست-لنینیست واحد) بود.

## بیشتر خواندن
- Baral, L. R. (1994). "The Return of Party Politics in Nepal". Journal of Democracy. 5: 121–133. doi:10.1353/jod.1994.0012.
- Hachchethu, K. (1992). "Mass Movement 1990" (PDF). Contributions to Nepalese Studies. 17 (2): 177–201.